# Ísafjörður (fjord)
Ísafjörður är en fjord i republiken Island.   Den ligger i regionen Västfjordarna, i den västra delen av landet, 160 km norr om huvudstaden Reykjavík. Det är en av många sidofjordar till den större fjorden Ísafjarðardjúp.